# Antónia Freitas

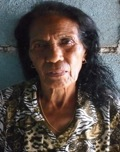
Antónia Freitas

Antónia Freitas (* 12. Mai 1957 in Bualale, Portugiesisch-Timor), Kampfname Floyer, ist eine ehemalige osttimoresische Unabhängigkeitsaktivistin.
Freitas war in der indonesischen Besatzungszeit eine Unterstützerin des Widerstands. Im Juni 1991 versteckte sie für mehr als vier Monate Mau Hodu, einen der führenden Männer der Forças Armadas de Libertação Nacional de Timor-Leste (FALINTIL) in ihrem Haus in der Aldeia Virgolosa (Suco Vila Verde) in der Landeshauptstadt Dili. Außerdem half Freitas bei der Reorganisation des Widerstands in der FRETILIN. 2016 wurde sie für ihre Verdienste mit der Medal des Ordem de Timor-Leste ausgezeichnet.